# 末延道成

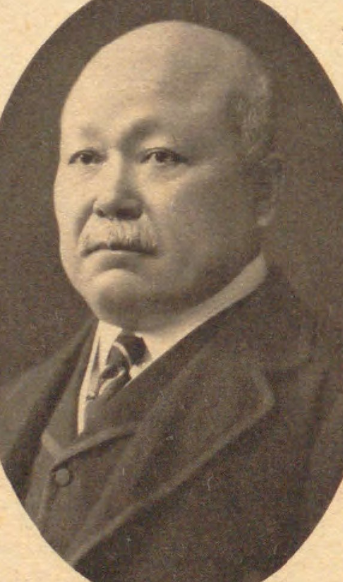
末延道成

末延 道成（すえのぶ みちなり、1855年11月28日（安政2年10月19日） - 1932年（昭和7年）5月24日）は、日本の実業家・政治家。東京海上火災保険取締役会長、貴族院議員。

## 来歴・人物
土佐国（高知県）香美郡夜須村出身。医師の末延立誠(1827-1896)の長男として生まれる。15歳で藩校・到道館に入り、1872年（明治5年）に大阪に出て、立教大学の前身となる私塾で英学を学んだ後、上京して開成学校から1879年（明治12年）に東京大学法学部を卒業。
翌年磯野計とともに岩崎弥太郎の給費留学生に選ばれて英国留学後、三菱入社。三菱汽船支配人や取締役ほか、日本郵船の重役を務め、1887年（明治20年）には明治生命、東京海上の取締役を務めた。
1888年（明治21年）から1890年（明治23年）まで欧米とインドを漫遊し海外巡視する中、1889年（明治22年）には滞在先のロンドンから荘田平五郎とともに東京・丸の内の練兵場跡地13万5000坪の買受けを三菱財閥二代目・岩崎弥之助に進言した。その後、三代目・岩崎久弥が「三菱ヶ原と呼ばれた空地にロンドンのロンパート街を模した赤煉瓦造りの近代的オフィス街を築き上げることに繋がった。
末延は、帰国後に日本郵船を辞して三菱の保険部門を専担し、1891年（明治24年）設立の明治火災の取締役となり、1897年（明治30年）から1925年（大正14年）まで東京海上火災保険取締役会長を務めた。東京府芝区（現・港区）文書によると、明治24年度所得税として約145万円を納税し、高額所得者に名を連ねている。さらに、東明火災海上（明治40年設立の再保険会社。現・日新火災海上）取締役社長等を歴任し、本社の荘田平五郎、銀行の豊川良平、海運の近藤廉平（日本郵船第3代社長）と並んで「三菱の四天王」と呼ばれた。
1893年（明治26年）山陽鉄道取締役に就任。1896年（明治29年）4月、東武鉄道創立発起人に就任。同年10月に初代専務取締役に就任。1899年（明治32年）東武鉄道取締役。北樺太石油、北樺太鉱業各取締役に就任。明治37年、豊川鉄道取締役会長に就任。1924年（大正13年）4月東武鉄道取締役を退任。1926年（大正15年）1月29日、貴族院議員に勅選され、死去するまで在任した。また同年8月16日には、北樺太鉱業の取締役に就任している。
昭和に入り、校友として母校である立教大学の校友会及び立教学院後援会の幹部役員を務めているが、1922年（大正11年）2月に竣工した校友会館は、当初より工費が大きく上回ったが、足りない分を補い工事が進められたのは末延の寄付によるところが大きかったとされる。当時、一萬円（現在の価値で約4千万円）を寄贈した。また、娘婿である末延三次が、東京大学法学部教授を経て立教大学法学部教授を務めた際、義父である末延道成の雅号から名付けた「鳥洞奨学金」を立教大学に設けており、末延財団により奨学金が支給されている。

明治初期には立教大学を創設した聖公会が主催する日曜学校などを岩下清周（立教学校1期生）や、貫元介（同1期生、立教学校初代幹事）とともに助け、チャニング・ウィリアムズやフローレンス・ピットマンら各教師も列席するクリスマス祝会にも参列している。
法典調査会査定員、農商工高等会議員等を仰付られ、明治39年には日露戦争の功に依り勳五等に叙し雙光旭日章を下賜された。その後、正六位、勲四等、従五位に叙し、心臓麻痺により死去、没後正五位となる。

## 親族
妻の辰（のち田鶴子と改称）は、岩崎弥太郎の番頭として三菱創業に尽した石川七財（1828－1882）の娘。子はなく、妻の弟・石川保馬（七財の三男）の娘の夫である平井三次を養嫡子とした。三次は道成の遺言により末延財団を設立した。